# Campo de concentração de Uckermark
O campo de concentração de Uckermark foi um pequeno campo de concentração alemão para mulheres próximo ao campo de concentração de Ravensbrück em Fürstenberg/Havel,  Alemanha, em seguida, tornou-se um campo de extermínio de "emergência".

## Visão geral
O campo foi inaugurado em Maio de 1942 como uma área de detenção para moças, com idades de 16 a 21 ano
s, que foram consideradas criminosas ou difíceis de lidar. Meninas que atingiam o limite de idade eram transferidas para Ravensbrück. Ravensbrück também era responsável pela administração do campo. Em seus primeiros anos, o chefe supervisor no Uckermark era uma mulher chamada Lotte Toberentz, e uma outra Aufseherin (diretora) que é conhecida hoje pelo nome de Johanna Braach. Ambas as mulheres foram julgadas por um tribunal britânico durante o Terceiro Julgamento de Ravensbruck.
Em janeiro de 1945, Uckermak foi fechado e a infraestrutura foi posteriormente utilizada como um campo de extermínio de "mulheres que estavam doentes, não eram mais eficientes, e possuíam mais de 52 anos de idade". Mais de 5.000 mulheres foram assassinadas ali; apenas 500 mulheres e crianças sobreviveram. Embora tenha sido fechado em março de 1945, os Soviéticos libertaram o campo na noite de 29/30 de abril de 1945. Hoje em dia, restam apenas algumas poucas estruturas do campo de concentração que estão em ruínas, quase irreconhecível.
Alguns dos diretores do campo pertencentes a Schutzstaffel, entre eles a carcereira-chefe (Oberaufseherin) Ruth Neudeck, foram julgados no Terceiro Julgamento de Ravensbruck, chamado de "Julgamento Uckermark".